# Igrejas Reformadas Libertadas
As Igrejas Reformadas Libertadas ou Igrejas Reformadas na Holanda (Libertadas) (em Holandês: Gereformeerde Kerken Vrijgemaakt ou Gereformeerde Kerken in Nederland (vrijgemaakt)) formaram uma denominação reformada, conservadora nos Países Baixos desde 1944, por um grupo de igrejas que deixou as Igrejas Reformadas na Holanda.
Em 1 de maio de 2023, a denominação se fundiu com Igrejas Reformadas Neerlandesas (1967-2023) (Nederlands Gereformeerde Kerken) e formaram uma nova denominação chamada Igrejas Reformadas Neerlandesas (Nederlandse Gereformeerde Kerken).

## História

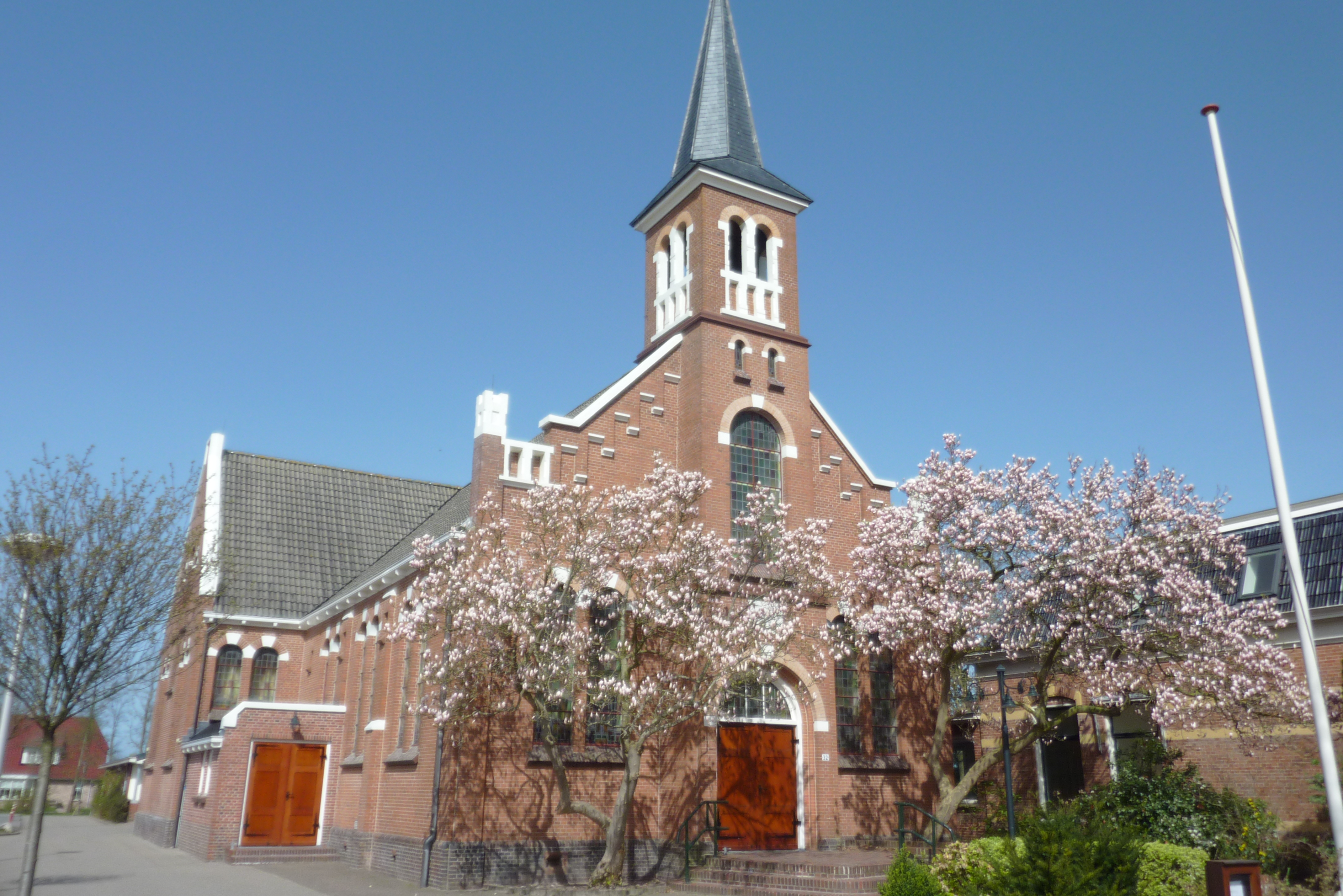
Igreja Reformada Libertada em Amsterdã.

No início do século XX, surgiram discordâncias dentro das Igrejas Reformadas na Holanda sobre a visão da Teologia da Aliança de Abraham Kuyper, de forma que vários pastores discordavam da mesma.
Esta disputa veio à tona durante a Segunda Guerra Mundial, quando o Sínodo Geral decidiu em favor da visão de Kuyper que, essencialmente, questionava a inclusão dos filhos dos crentes no Pacto. Muitos teólogos e pastores não concordaram com esta decisão, alegando que ela contrariava os fatos simples das Escrituras, e tentaram recorrer da decisão.
O Sínodo Geral reforçou esta visão estritamente, exigindo, entre outros, que os novos licenciados (recém-formados do Seminário Teológico) que procurassem subscrever o ponto de vista Kuyperiano. Os manifestantes também alegaram que o Sínodo Geral estava abusando de sua autoridade funcional, permanecendo por mais tempo do que os três anos permitidos pela legislação da Ordem Igreja.
Em 1944 muitos pastores e teólogos que se opunham a visão de Abraham Kuyper foram excomungados pelo Sínodo Geral. Assim sendo, um grande número de congregações locais separaram-se das Igrejas Reformadas na Holanda , lideradas pelo Prof. Dr. Klaas Schilder entre outros, para formar sua própria denominação, as Igrejas Reformadas (Libertadas). Este evento foi chamado de Libertação (Vrijmaking). Desde então não houve tentativas sérias de reconciliação por nenhum dos dois lados.
Em 1967 uma controvérsia sobre a exclusividade das Igrejas Reformadas Libertadas, como igreja cristã verdadeira na Holanda, levou a formação de um grupo dissidente, as Igrejas Reformadas Neerlandesas (1967-2023).
Em 2003 as Igrejas Reformadas na Holanda (Restauradas) também se separaram da denominação por discordarem da decisão do Sínodo Geral sobre o divorcio e o descanso dominical.
Em 2023, Igrejas Reformadas (Libertadas) se fundiram como as Igrejas Reformadas Neerlandesas (1967-2023) (Nederlands Gereformeerde Kerken) e formaram uma nova denominação chamada Igrejas Reformadas Neerlandesas (Nederlandse Gereformeerde Kerken).

## Demografia
| Ano  | Membros |
| ---- | ------- |
| 1946 | 77.303  |
| 1952 | 90.658  |
| 1955 | 92.383  |
| 1959 | 96.809  |
| 1970 | 86.451  |
| 1980 | 98.606  |
| 1990 | 114.120 |
| 2000 | 125.048 |
| 2003 | 127.000 |
| 2005 | 125.970 |
| 2010 | 124.260 |
| 2015 | 120.688 |
| 2016 | 119.406 |
| 2020 | 110.347 |

A denominação era formada por 77.303 membros em 1946. Depois disso, cresceu constantemente até atingir 96.809 membros em 1959. Com a saída das Igrejas Reformadas Neerlandesas (1967-2023) em 1967, a denominação declinou para 86.451 membros em 1970. Depois disso retornou seu crescimento, aumentando seu número de membros continuamente até atingir seu pico em 2003, com 127.000 membros.
Desde então, a denominação entrou em declínio. Muitos de seus membros foram para a maior Igreja Protestante da Holanda, outros para as menores Igrejas Cristãs Reformadas na Holanda, Igrejas Reformadas Neerlandesas (1967-2023) , entre outras igrejas evangélicas.
Em 2015 as IRL tinham 120.688 membros em 277 congregações. E em 2020 a denominação atingiu 110.347 membros. Esta foi a sua última estatística disponível antes da fusão.

## Governo
As Igrejas Reformadas Libertadas seguiam o sistema de governo presbiteriano, com forte ênfase na autoridade investida a cada congregação.
As congregações locais eram governados por um conselho da igreja ou consistório, composto pelo(s) pastor (es) e pelos presbíteros. A maioria das reuniões do conselho da igreja estavam abertas para os membros, exceto quando questões de disciplina da igreja são discutidas. Todas as congregações também tinham um número de diáconos que ajudam o conselho da igreja com questões mais práticas. Presbíteros e diáconos eram eleitos para mandatos limitados.
As Igrejas Reformadas Libertadas estavam organizados em três níveis hierárquicos. Um grupo de congregações locais são organizados em um presbitério. Atualmente existem 31 presbitérios na denominação. As decisões do conselho da igreja local pode ser objeto de recurso para o presbitério. Um número de presbitérios são agrupadas em um Sínodo Regional. O órgão máximo era o Sínodo Nacional ou Sínodo Geral, que se reunia a cada três anos e tem jurisdição limitada.
As Igrejas Reformadas Libertadas mantinham o seu próprio seminário, a Universidade Teológica em Kampen (Broederweg).

## Doutrina
As Igrejas Reformadas Libertadas formavam uma denominação protestante ortodoxa Neo-Calvinista. Elas subscreviam a Inerrância Bíblica, o Credo de Niceia, Credo dos Apóstolos, Credo de Atanásio e as Três Formas de Unidade (Catecismo de Heidelberg, Confissão Belga e os Cânones de Dort).
O batismo nas Igrejas Reformadas Libertadas era admitido para crentes adultos convertidos, assim como para os filhos dos crentes. As crianças eram ensinadas os princípios da fé e encorajados a professar publicamente sua fé (geralmente no final da adolescência), pelo qual elas tornam-se professantes (e votantes), membros da igreja.
A Ceia do Senhor era tipicamente "fechada", o que significa que apenas os membros professos estavam autorizados a participar, embora muitas congregações permitissem aos visitantes participar, se avisadas previamente (através do uso das chamadas cartas de comunhão) ou uma prova satisfatória de uma vida conforme a fé verdadeira. As crianças que não tivessem professado a sua fé estavam excluídos da participação na Ceia do Senhor.
As Igrejas Reformadas Libertadas eram conservadoras na doutrina e prática. Elas não permitiam, até 2017, que as mulheres ocupassem cargos especiais (presbíteros, diáconos e pastores), mas na década de 1990 elas aprovaram que as mulheres votassem nas eleições da igreja.
Elas rejeitavam a moderna crítica textual da Bíblia. Liturgicamente, favoreciam o uso do Saltério de Genebra em seus cultos, embora nas últimas décadas de sua existência uma série de hinos clássicos também foram aprovados para uso no culto de adoração.
No Século XXI, as influências do Evangelicalismo tornaram-se mais fortes (por exemplo, um estilo mais contemporâneo da adoração, incluindo novas canções e hinos).
Em 2017, a denominação passou a permitir a ordenação de mulheres.

## A Igreja e a Sociedade
Depois da Libertação, foram fundadas várias instituições políticas e culturais relacionadas com a Igreja. O jornal diário Nederlands Dagblad originou-se dentro das Igrejas Reformadas (Libertadas), e embora agora sirva a uma audiência cristã e reformada mais amplo, tiveram fortes laços com a denominação.
As IRL organizaram também, um partido político, a Aliança Política Reformada ( em Holandês: Gereformeerd Politiek Verbond - GPV). Tradicionalmente, este foi sempre um pequeno partido conservador com aproximadamente 2 dos 150 assentos no parlamento Holanda. Em 1980 e 1990, o partido tornou-se mais progressista. Este partido muitas vezes colaborou com o RPF e PEC, dois partidos políticos semelhantes de tamanho comparável, organizados por outras denominações ortodoxas reformada. Em 2001, o VBP e RPF fundiram para formar a União Cristã (ChristenUnie). Nas eleições de 2006 este partido ganhou 6 assentos no parlamento, bem como um papel fundamental no governo resultante da coalizão.
As Igrejas Libertadas também mantinham um número de escolas primárias e secundárias, e uma Universidade Teológica com cursos de Bacharelado em Teologia e Mestrado em Divindade.
Estas escolas privadas gozavam de proteção especial por um Decreto Real, o que significa que elas não poderiam ser forçadas a aceitar alunos de origem que não são incompatíveis com as suas visões reformadas. Em parte como resultado deste decreto real, eles só poderiam empregar funcionários que são membros das Igrejas Reformadas (Libertadas), embora elas pudessem matricular alunos de famílias dispostas a respeitar as doutrinas reformadas.

## Relações inter-Eclesiásticas
Em nível nacional as IRL possuíam contatos intensos com as Igrejas Cristãs Reformadas na Holanda e Igrejas Reformadas Neerlandesas (1967-2023). Com a primeira existia uma uniformidade doutrinária e prática de forma que as duas denominações estavam trabalhando para uma união antes de 2017. A segunda foi formada por um grupo dissidentes das Igrejas Reformadas Libertadas por questões de subscrição confessional, mas esta diferença já não existia mais no Século XXI, o que possibilitou o diálogo.
Algo que ainda separava as Igrejas Reformadas Libertadas das Igrejas Reformadas Neerlandesas (1967-2023) era o fato de que a última adotava uma forma de governo congregacional.
Todavia, desde 2017, quando as Igrejas Reformadas Libertadas permitiram a ordenação de mulheres, o contato com as Igrejas Cristãs Reformadas na Holanda foi encerrado e iniciado o processo de fusão com a Igrejas Reformadas Neerlandesas (1967-2023). 
A fusão foi concluída em 1 de maio de 2023, dando origem a atual Igrejas Reformadas Neerlandesas.
Em nível internacional as  Igrejas Reformadas Libertadas, foram membros da Conferência Internacional das Igrejas Reformadas e da Conferência Europeia das Igrejas Reformadas, até serem suspensas de ambas organizações em 2017, por terem mudado sua posição sobre a ordenação de mulheres. Em 2022, ambas as organizações terminaram por expulsá-la definitivamente, depois que a denominação não voltou atrás em sua decisão de permitir a ordenação de mulheres.
Em 2020, As IRL mantinham relações de igrejas-irmãs com:
- Igreja Presbiteriana Evangélica África
- Igreja Cristã Reformada nas Filipinas
- Igreja Cristã Reformada no Sri Lanka
- Igreja Evangélica Reformada da Confissão de Westminster na Áustria
- Igreja Livre da Escócia
- Igrejas Reformadas na África do Sul
- Igreja Reformada Calvinista (Indonésia)
- Igrejas Reformadas da Indonésia
- Igreja Reformada na Venezuela
- Igrejas Reformadas do Brasil
- Igreja Presbiteriana na Coréia (Koshin)
- Igreja de Cristo no Sudão Entre os Tiv
- Igreja Presbiteriana da Austrália Oriental
- Igreja Presbiteriana do Uganda
- Igreja Presbiteriana Livre (Kalimpong)
- Igreja Presbiteriana Livre da Índia Central
- Igreja Reformada no Japão
- Igreja Reformada da África Oriental
- Igreja Presbiteriana Reformada da Índia
- Igreja Presbiteriana Reformada do Nordeste da Índia
- Igreja Presbiteriana Reformada de Taiwan
- Igreja Reformada Unida no Congo

Possuía também contatos ecumênicos com:
- Igreja Reformada Confessante em Benin
- Igreja Reformada Confessante no Congo
- União Nacional das Igrejas Protestantes Reformadas Evangélicas da França
- Igrejas Reformadas Evangélicas da Rússia
- Primeira Igreja Evangélica Reformada de Cingapura
- Igreja Reformada Húngara
- Igreja Isa-e
- Igrejas Reformadas da Espanha
- Igreja Cristã Presbiteriana de Portugal
- Igreja Reformada Independente da Coreia
- Igreja Reformada de Minsk
- Igreja Presbiteriana Ortodoxa
- Igreja Presbiteriana na América
- Igreja Presbiteriana na Coreia (HapShin)
- Igreja Cristã Reformada Protestante na Croácia
- Fraternidade Reformada em Myanmar
- Igrejas Reformadas do Sul da Índia
- Igreja Evangélica Presbiteriana da Ucrânia
- Igreja Evangélica Reformada Ucraniana

Até 2018, a Igreja Presbiteriana do Brasil tinha relacionamento de igreja-irmã com as IRL, mas rebaixou seu relacionamento para "relacionamento correspondente" depois que as IRL passaram a permitir a ordenação de mulheres, em 2017.
Pelo mesmo motivo, as Igrejas Reformadas Canadenses e Americanas, Igrejas Reformadas Livres da Austrália, Igreja Reformada nos Estados Unidos, Igreja Presbiteriana Reformada da Irlanda, Igreja Presbiteriana Evangélica na Inglaterra e no País de Gales, Igreja Presbiteriana Evangélica (Irlanda), Igreja Livre da Escócia (Continuada), Igrejas Reformadas da Nova Zelândia e Igrejas Reformadas Livres na África do Sul cortaram ou suspenderam suas relações com a denominação depois de 2017.
As Igrejas Reformadas Unidas na América do Norte, Igreja Presbiteriana Reformada na Europa Central e Oriental e Igreja Reformada Livre das Filipinas, já tiveram contato as IRL no passado, mas esse contatos foram encerrados.